# Mellicta centralasiae
Mellicta centralasiae är en fjärilsart som beskrevs av Wnukowsky 1929. Mellicta centralasiae ingår i släktet Mellicta och familjen praktfjärilar. Inga underarter finns listade i Catalogue of Life.